# Гнилуха (річка)
Гнилуха — річка в Україні, у Житомирському районі Житомирської області. Права притока Гнилоп'яті (басейн Дніпра).

## Опис
Довжина річки приблизно 2,6 км.

## Розташування
Бере початок на північному сході від Гаю. Тече переважно на північний захід і на південному заході від Трояніва впадає у річку Гнилоп'ять, праву притоку Тетерева.